# Stopa za sekundu
Stopa za sekundu je jednotka rychlosti (skalár nebo vektor, podle toho zdali je určen směr pohybu). Představuje počet stop (stopa = 0,3048m) kterou těleso urazí za jednu sekundu. Podobná jednotka je použita v mezinárodní soustavě SI - metr za sekundu.
Používané zkratky - ft/s, ft/sec a fps (zkratka anglického foot per second) nebo vědecký zápis ft·s−1

## Převodní vztahy
1 stopa za sekundu je stejná jako:
- 0,3048 metrů za sekundu
- 0,68181818 mil za hodinu
- 1,09728 kilometrů za hodinu

Obráceně:
- 1 metr za sekundu = 3,2808 stop za sekundu
- 1 míle za hodinu = 1,4666 stop za sekundu
- 1 kilometr za hodinu = 0,9113 stop za sekundu